# Ola Toivonen
Ola Toivonen (uitspraak: toi-voh-nên; Degerfors, 3 juli 1986) is een voormalig Fins-Zweeds betaald voetballer die doorgaans als aanvallende middenvelder of als schaduwspits, centrumspits speelde. Hij verruilde medio 2020 Melbourne Victory voor Malmö FF. Toivonen was van 2007 tot en met 2018 international in het Zweeds voetbalelftal, waarvoor hij 64 interlands speelde en veertien keer scoorde.

## Clubcarrière

### Zweden
Toivonen debuteerde in het profvoetbal bij Degerfors IF, waarmee hij in 2004 promoveerde naar de Superettan door Umeå FC in de play-offs te verslaan. Mede dankzij Toivonen werd het jaar daarna degradatie voorkomen.
In 2006 stapte Toivonen over naar Örgryte IS voor een geschatte transfersom van 150.000 euro.< Toivonen zou één seizoen spelen voor de club uit Göteborg. Toen de club aan het eind van het seizoen degradeerde uit de Allsvenskan, stapte hij over naar Malmö FF.
Toch was zijn spel opgevallen bij Malmö FF, dat hem voor circa 1,1 miljoen euro overnam. Hiermee was hij na Afonso Alves (1,3 miljoen) de duurste transfer in de geschiedenis van Malmö. Bij Malmö brak hij definitief door, waardoor hij voor het nationale elftal van Zweden werd geselecteerd.

### PSV
PSV volgde Toivonen in het najaar van 2008 en wilde hem naar Eindhoven halen. Malmö FF wees het eerste bod dat PSV uitbracht van de hand. Op 14 januari 2009 kwamen PSV en Malmö FF alsnog tot een akkoord. Voor vier miljoen euro verhuisde hij toch van Malmö FF naar PSV waar hij op 15 januari 2009 een contract tekende tot medio 2012 met een optie op nog twee seizoenen. In het resterende halve seizoen van de jaargang 2008/09 speelde Toivonen steevast als diepste spits in de basis bij PSV. In veertien wedstrijden scoorde hij zes doelpunten en bereidde hij er vier voor. Op 8 november 2009 scoorde hij vier keer in de uitwedstrijd tegen ADO Den Haag. Hij werd daarmee de 21e speler in de historie van PSV bij wie dit lukte en de vierde in de laatste tien jaar, na Mateja Kežman, Mark van Bommel en Arnold Bruggink. Toivonen maakte op zondag 5 mei 2013 thuis tegen N.E.C. het honderdste doelpunt dat PSV in het seizoen 2012/13 produceerde.
Toivonen werd in juli 2011 door PSV-coach Fred Rutten benoemd tot aanvoerder. Daarmee was hij de opvolger van Orlando Engelaar. Na vier speelronden in het seizoen 2011/12 werd de optie gelicht die bij Toivonens komst naar PSV in zijn contract was opgenomen. Daarmee werd de looptijd van zijn verbintenis met twee jaar verlengd tot aan de zomer van 2014.
In de mei 2013 kwam Toivonen in conflict met de club over zijn, nog een jaar doorlopende, contract. Hij werd voor de keuze gesteld om bij te tekenen of mee te werken aan een transfer. Als hij niet zou bijtekenen, zou hij geen deel meer uitmaken van de a-selectie. In de zomer kwam PSV tot overeenstemming met Norwich City FC over een transfer, maar Toivonen weigerde op de aanbieding van de club in te gaan, omdat hij deze overgang geen stap vooruit vond. Hierop meldde hij zich weer bij PSV, waar hij kwam te spelen bij Jong PSV. Kort hierop wisselde de Zweed zijn zaakwaarnemer Martin Dahlin in voor Mino Raiola.
In september werd hij hierna door trainer Phillip Cocu, na een gesprek, weer toegelaten tot de a-selectie. Nadat zijn directe concurrent voor een plaats op het middenveld Georginio Wijnaldum geblesseerd raakte, keerde hij terug in de basisopstelling van PSV. Op 27 oktober 2013 was Toivonen enige minuten keeper van PSV, in een verloren uitwedstrijd bij Roda JC (2-1), nadat keeper Przemysław Tytoń geblesseerd het veld moest verlaten en trainer Cocu al drie keer gewisseld had. Toivonen keepte de laatste drie minuten van de blessuretijd, toen het al 2-1 stond. In november meldde PSV dat het een principeakkoord had bereikt met Toivonen over een eenjarige contractverlenging, als een transfer in de winterstop uit zou blijven. Zover kwam het niet, want op 20 januari, kort na de start van de tweede competitiehelft verkaste Toivonen voor een transferbedrag van zo'n 2,5 miljoen euro naar Stade Rennais.
Toivonen kwam vaak negatief in het nieuws vanwege het irriteren van tegenstanders, kaarten aannaaien, en het uitdelen van ellebogen. Met zijn vertrek naar Stade Rennais verdween daarom de volgens velen 'meest irritante speler van de Eredivisie' uit Nederland.

### Frankrijk
In zijn eerste seizoen bij Stade Rennes speelde Toivonen vijftien competitiewedstrijden waarin hij zeven keer scoorde. Hij bereikte met de Franse club de finale van de Coupe de France, die met 2–0 verloren ging tegen EA Guingamp. In zijn tweede seizoen kwam Toivonen tot dertig optredens in de hoofdmacht van Stade Rennes, waarin hij zeven keer wist te scoren. Stade Rennais verhuurde Toivonen in augustus 2015 voor een jaar aan Sunderland. Hier kwam hij weer te voetballen onder coach Dick Advocaat en met aanvaller Jeremain Lens, die hij allebei nog kende van PSV. Een dag na zijn komst naar Sunderland debuteerde Toivonen voor de ploeg in de Premier League, uit tegen Aston Villa. De Zweed viel in dat duel na 45 minuten in voor Danny Graham. Hij gaf die wedstrijd in de 52ste minuut een assist op Lens, die daarmee de 2–2 binnenschoot, wat ook de eindstand was. Het lukte Toivonen niet om een basisplaats te veroveren bij Sunderland. Hij speelde dat jaar twaalf competitiewedstrijden en scoorde daarin niet. Dit lukte hem wel in een met 1–4 verloren wedstrijd in de League Cup tegen Manchester City.
Toivonen keerde terug naar Stade Rennes, dat hem in augustus 2016 verkocht aan Toulouse FC, de nummer zeventien van de Ligue 1 in het voorgaande seizoen. Hij tekende hier een contract tot medio 2019. Toivonen kwam in zijn eerste seizoen in dienst van Toulouse tot 35 wedstrijden, zijn hoogste seizoenstotaal in zijn loopbaan. In meer dan de helft ervan begon hij wel op de bank. Hij maakte op 10 december 2016 een hattrick in een met 3–2 gewonnen competitiewedstrijd thuis tegen FC Lorient, zijn eerste sinds zijn PSV-tijd. Gedurende het seizoen 2017/18 kreeg hij minder speeltijd en scoorde hij niet.

### Melbourne Victory
Toivonen verruilde Toulouse in augustus 2018 voor Melbourne Victory. In 2020 keerde hij terug bij Malmö FF.

## Clubstatistieken
| Seizoen                     | Club                        | Competitie             | Duels | Goals |
| --------------------------- | --------------------------- | ---------------------- | ----- | ----- |
| 2003                        | Degerfors IF                | Div. 2 Västra Svealand | 2     | 0     |
| 2004                        | Degerfors IF                | Div. 2 Västra Svealand | 12    | 3     |
| 2005                        | Degerfors IF                | Superettan             | 27    | 5     |
| 2006                        | Örgryte IS                  | Allsvenskan            | 25    | 6     |
| 2007                        | Malmö FF                    | Allsvenskan            | 24    | 3     |
| 2008                        | Malmö FF                    | Allsvenskan            | 27    | 14    |
| 2008/09                     | PSV                         | Eredivisie             | 14    | 6     |
| 2009/10                     | PSV                         | Eredivisie             | 33    | 13    |
| 2010/11                     | PSV                         | Eredivisie             | 28    | 15    |
| 2011/12                     | PSV                         | Eredivisie             | 33    | 18    |
| 2012/13                     | PSV                         | Eredivisie             | 17    | 8     |
| 2013/14                     | PSV                         | Eredivisie             | 14    | 1     |
| 2013/14                     | Stade Rennais               | Ligue 1                | 15    | 7     |
| 2014/15                     | Stade Rennais               | Ligue 1                | 30    | 7     |
| 2015/16                     | Stade Rennais               | Ligue 1                | 1     | 0     |
| 2015/16                     | → Sunderland                | Premier League         | 12    | 0     |
| 2016/17                     | Toulouse                    | Ligue 1                | 35    | 7     |
| 2017/18                     | Toulouse                    | Ligue 1                | 23    | 0     |
| 2018/19                     | Melbourne Victory           | A-League               | 22    | 15    |
| 2019                        | Melbourne Victory           | A-League               | 18    | 10    |
| 2020                        | Malmö FF                    | Allsvenskan            | 21    | 8     |
| 2021                        | Malmö FF                    | Allsvenskan            | 8     | 0     |
| Bijgewerkt t/m 24 juli 2021 | Bijgewerkt t/m 24 juli 2021 | Totaal                 | 441   | 146   |

## Interlandcarrière
Toivonen maakte op 21 augustus 2007 een hattrick voor Zweden -21 tegen Wales –21. Zijn ploeg won deze vriendschappelijke wedstrijd met 4-3. Hij bereikte later dat jaar met Zweden –21 de halve finale van het EK –21 van 2009.
Toivonen debuteerde op 14 januari 2007 onder leiding van bondscoach Lars Lagerbäck in het Zweeds voetbalelftal, in een met 2-0 verloren oefeninterland in en tegen Venezuela, net als Daniel Mobaeck, Oscar Wendt, Markus Jonsson, Daniel Nannskog en Olof Guterstam. Hij werd in dat duel na 60 minuten vervangen door Rade Prica.
Toivonen maakte in zijn zesde interland (op 29 mei 2010) zijn eerste doelpunt voor de nationale ploeg. Hij kopte in een met 4-2 gewonnen oefeninterland tegen Bosnië-Herzegovina de 1-0 binnen. Zijn tweede goal voor Zweden maakte hij op 11 augustus 2010, eveneens in een oefeninterland. Thuis tegen Schotland werd het 3-0, waarbij Toivonen het derde doelpunt maakte.
Toivonens derde doelpunt voor de nationale ploeg was zijn eerste in een interland waarin iets op het spel stond. Hij schoot op dinsdag 11 oktober 2011 de winnende 3-2 binnen in het laatste groepsduel van de kwalificatiereeks voor het EK 2012, thuis tegen Nederland. Door dat doelpunt kwalificeerde Zweden zich als beste nummer twee van alle kwalificatiepoules rechtstreeks voor het EK. Bondscoach Erik Hamrén nam hem ook op in zijn selectie voor het toernooi zelf. Daarop speelde hij in twee van de drie groepswedstrijden, waarna Zweden was uitgeschakeld.
Toivonen behoorde ook tot de selectie van bondscoach Janne Andersson op het WK 2018. Hierop was hij basisspeler in alle vijf de wedstrijden die de Zweden speelde tot ze in de kwartfinale verloren van Engeland. Hij maakte het openingsdoelpunt in de met 2–1 verloren groepswedstrijd tegen Duitsland. Na afloop van het toernooi stopte hij als international.
| Interlands van Ola Toivonen voor Zweden | Interlands van Ola Toivonen voor Zweden | Interlands van Ola Toivonen voor Zweden | Interlands van Ola Toivonen voor Zweden | Interlands van Ola Toivonen voor Zweden | Interlands van Ola Toivonen voor Zweden |
| №                                       | Datum                                   | Wedstrijd                               | Uitslag                                 | Competitie                              | Goals                                   |
| Als speler van Örgryte IS               | Als speler van Örgryte IS               | Als speler van Örgryte IS               | Als speler van Örgryte IS               | Als speler van Örgryte IS               | Als speler van Örgryte IS               |
| --------------------------------------- | --------------------------------------- | --------------------------------------- | --------------------------------------- | --------------------------------------- | --------------------------------------- |
| 1                                       | 14 januari 2007                         | Venezuela – Zweden                      | 2 – 0                                   | Vriendschappelijk                       | 0                                       |
| 2                                       | 21 januari 2007                         | Ecuador – Zweden                        | 1 – 1                                   | Vriendschappelijk                       | 0                                       |
| Als speler van PSV                      |                                         |                                         |                                         |                                         |                                         |
| 3                                       | 12 augustus 2009                        | Zweden – Finland                        | 1 – 0                                   | Vriendschappelijk                       | 0                                       |
| 4                                       | 18 november 2009                        | Italië - Zweden                         | 1 – 0                                   | Vriendschappelijk                       | 0                                       |
| 5                                       | 3 maart 2010                            | Wales - Zweden                          | 0 – 1                                   | Vriendschappelijk                       | 0                                       |
| 6                                       | 29 mei 2010                             | Zweden – Bosnië en Herzegovina          | 4 – 2                                   | Vriendschappelijk                       | 1                                       |
| 7                                       | 2 juni 2010                             | Wit-Rusland - Zweden                    | 0 – 1                                   | Vriendschappelijk                       | 0                                       |
| 8                                       | 11 augustus 2010                        | Zweden – Schotland                      | 3 – 0                                   | Vriendschappelijk                       | 1                                       |
| 9                                       | 3 september 2010                        | Zweden – Hongarije                      | 2 – 0                                   | EK-kwalificatie                         | 0                                       |
| 10                                      | 7 september 2010                        | Zweden – San Marino                     | 6 – 0                                   | EK-kwalificatie                         | 0                                       |
| 11                                      | 12 oktober 2010                         | Nederland - Zweden                      | 4 – 1                                   | EK-kwalificatie                         | 0                                       |
| 12                                      | 17 november 2010                        | Zweden – Duitsland                      | 0 – 0                                   | Vriendschappelijk                       | 0                                       |
| 13                                      | 8 februari 2011                         | Cyprus - Zweden                         | 0 – 2                                   | Vriendschappelijk                       | 0                                       |
| 14                                      | 3 juni 2011                             | Moldavië - Zweden                       | 1 – 4                                   | EK-kwalificatie                         | 1                                       |
| 15                                      | 7 juni 2011                             | Zweden – Finland                        | 5 – 0                                   | EK-kwalificatie                         | 0                                       |
| 16                                      | 2 september 2011                        | Hongarije - Zweden                      | 2 – 1                                   | EK-kwalificatie                         | 0                                       |
| 17                                      | 6 september 2011                        | San Marino - Zweden                     | 0 – 5                                   | EK-kwalificatie                         | 0                                       |
| 18                                      | 7 oktober 2011                          | Finland - Zweden                        | 1 – 2                                   | EK-kwalificatie                         | 0                                       |
| 19                                      | 11 oktober 2011                         | Zweden – Nederland                      | 3 – 2                                   | EK-kwalificatie                         | 1                                       |
| 20                                      | 11 november 2011                        | Denemarken - Zweden                     | 2 – 0                                   | Vriendschappelijk                       | 0                                       |
| 21                                      | 15 november 2011                        | Engeland - Zweden                       | 1 – 0                                   | Vriendschappelijk                       | 0                                       |
| 22                                      | 29 februari 2012                        | Kroatië - Zweden                        | 1 – 3                                   | Vriendschappelijk                       | 0                                       |
| 23                                      | 30 mei 2012                             | Zweden – IJsland                        | 3 – 2                                   | Vriendschappelijk                       | 1                                       |
| 24                                      | 5 juni 2012                             | Zweden – Servië                         | 2 – 1                                   | Vriendschappelijk                       | 1                                       |
| 25                                      | 11 juni 2012                            | Oekraïne - Zweden                       | 2 – 1                                   | EK-eindronde                            | 0                                       |
| 26                                      | 19 juni 2012                            | Frankrijk - Zweden                      | 0 – 2                                   | EK-eindronde                            | 0                                       |
| 27                                      | 15 augustus 2012                        | Zweden – Brazilië                       | 0 – 3                                   | Vriendschappelijk                       | 0                                       |
| 28                                      | 6 september 2012                        | Zweden – China                          | 1 – 0                                   | Vriendschappelijk                       | 0                                       |
| 29                                      | 11 september 2012                       | Zweden – Kazachstan                     | 2 – 0                                   | WK-kwalificatie                         | 0                                       |
| 30                                      | 22 maart 2013                           | Zweden – Ierland                        | 0 – 0                                   | WK-kwalificatie                         | 0                                       |
| 31                                      | 26 maart 2013                           | Slowakije – Zweden                      | 0 – 0                                   | Vriendschappelijk                       | 0                                       |

## Erelijst
| Competitie                          |           |           |           |           |
| Competitie                          | Aantal    | Jaren     |           |           |
| Degerfors                           | Degerfors | Degerfors | Degerfors | Degerfors |
| ----------------------------------- | --------- | --------- | --------- | --------- |
| Kampioen Division 2 Västra Svealand | 1x        | 2004      |           |           |
| PSV                                 |           |           |           |           |
| KNVB beker                          | 1x        | 2011/12   |           |           |
| Johan Cruijff Schaal                | 1x        | 2012      |           |           |